# بين جولدسميث
بين جولدسميث (بالإنجليزية: Ben Goldsmith)‏ هو عالم بيئة بريطاني، ولد في 28 أكتوبر 1980 في لندن في المملكة المتحدة.